# Padas (Karanganom)
Padas is een bestuurslaag in het regentschap Klaten van de provincie Midden-Java, Indonesië. Padas telt 1762 inwoners (volkstelling 2010).